# 茨城県教育研修センター
茨城県教育研修センター（いばらきけんきょういくけんしゅうセンター、英称：Ibaraki Teacher Training Center）は、茨城県が設置する教育に関する研究及び教育関係職員の研修を行う機関である。

## 概要
茨城県教育研修センターは茨城県における教育関係職員の研修及び教育に関する研究、相談、実習等を行い、教育の振興に資することを目的として1992年前身の茨城県立教育研修センターを廃止して設置される
。

## 所在地
- 茨城県教育研修センター - 茨城県笠間市平町1410

## 事業
事業内容は下記の通りである。
1. 教育関係職員の研修に関すること
2. 教育に関する専門的、技術的事項の研究に関すること。
3. 校内研修支援に関すること
4. 教育相談に関すること
5. 情報教育に係る高等学校及び中等教育学校の生徒の実習に関すること
6. 社会体育・スポーツに関すること
7. 教育に関する資料及び情報の収集及び提供に関すること
8. 前項に掲げるもののほか、必要な事業

## 沿革
- 1962年（昭和37年）6月 茨城県立理科教育センターを設置
- 1964年（昭和39年）12月 茨城県立理科教育センターを廃し、茨城県立教育研修センターを設置。
- 1977年（昭和52年）4月 茨城県立情報処理教育センターを設置
- 1991年（平成3年）12月 学校以外の教育機関の設置，管理及び職員に関する条例の一部を改正する条例が制定され、茨城県教育研修センターの設置が決定
- 1992年（平成4年）4月 茨城県立情報処理教育センターを統合し、茨城県教育研修センターを設置。

## 組織
- 企画管理課
  - 管理係
  - 企画係
- 教職教育課
- 教科教育課
- 情報教育課
- 教育相談課
- 特別支援教育課